# Marcha de los cosacos
La Marcha de los cosacos (en ucraniano: Запорозький марш), también conocida como marcha zapóroga, es una composición del kobzar y bandurista Yevhén Adamstévich, que se presentó en 1969 en un concierto en la Ópera Nacional de Ucrania de Kiev. La obra se hizo más famosa tras el arreglo de Víktor Hútsal, quien fusionó la marcha con la canción popular sobre Doroshenko y Sajaidachni.

## Historia
Al principio, Yevhén Adamstévich interpretó la marcha públicamente en 1969 en un concierto en la Ópera Nacional de Ucrania en Kiev. Testigos de este evento describieron el concierto de esta forma:
“Con una increíble emoción por la música, la gente se levantaba de sus asientos. Explotó un trueno de ovaciones, hasta ahora no escuchado en este recinto. 
Apenas puedo expresar lo que acaeció tras la primera presentación de la “Marcha de los cosacos”. Déjenme decir solamente que el viejo Adamstévich la interpretó tres veces a petición del público,  rompiendo el pacto de no tocar más de dos veces seguidas una pieza. Pero ninguno de sus compañeros kóbzares se quejaron o lo acusaron de haberlo hecho. 

A pesar de que esta música no tiene texto, y tras escuchar la “Marcha de los cosacos” con atención, ninguno de los artistas insistió en cantar durante este programa. Estaba claro: algo extraordinario acaba de suceder.“
Yevhén Adamstévich realizó la marcha de manera muy expresiva y vigorosa, poniendo todas sus habilidades e imágenes emocionales. Pero el hecho de que tocara en pizzicato hacía que careciera de sonoridad. El director de la Orquesta Estatal Víktor Hútsal recordó:
Me di cuenta de que esta pieza debía sonar a gran escala y majestuosamente. Escribir una nueva marcha basada en la antigua se ha convertido para mí en el objetivo principal.
El 12 de abril de 1970 la orquesta interpretó en un principio la nueva versión de la marcha. El director artístico y director de orquesta Yakiv Orlov repitió la pieza ou bis varias veces. Así, hasta 1974, la Marcha de los cosacos se representó varias veces en todos los conciertos. El público siempre acogió a los músicos de pie. La composición se hizo más famosa después de ser incluida en la banda sonora de la película de Borís Ivchenko Propala Hramota (Documento desaparecido) en 1972. 
Tras ser interpretada en el Teatro Bolshói en Moscú, los miembros del PCUS se preocuparon, pues creaba una atmósfera de entusiasmo, patriotismo, amor por Ucrania e Idealización de sus antepasados cosacos. Los comunistas entonces estudiaron cuidadosamente las partituras, nota por nota, comparándolas con las canciones de fusileros del Sich. Aunque no se encontró nada, la marcha fue prohibida y Víktor Hútsal tuvo que dimitir y unirse a otro grupo.

## Autoría
Es ampliamente aceptado que el único autor de la Marcha de los cosacos es el kobzar de Romny Yevhén Adamstévich, un alumno de Musi Oleksiyenko. En particular, esto se confirma a través de la correspondencia del investigador de la interpretación kobzar O.Pravdiuk con el bandurista. En una carta dirigida a él, Yevhén Adamstévich escribió:
Ahora con respecto a la marcha de los cosacos. En 1926 escuché la melodía; la primera parte, del kobzar Iván Kirilovich Polozhai, la segunda parte, la mayor, la compuse y, después de combinarlas, le di el nombre a la marcha de los cosacos.

### Hipótesis sobre el origen de la obra
1. Según algunas suposiciones, esta obra estaba en el repertorio de los profesores de Yevhén Adamtsévich, Pavlo Ojrimenko, un respetado experto en creatividad y herencia de la interpretación del artista creía que esta marcha era coautora con Musi Oleksiyenko, y que el estudiante que la aprendía aprendió la primera parte de la marcha de su maestro y continuó con la creación de la melodía. Esto, en particular, según las memorias de los hijos de Oleksiyenko.[3][4][5]
2. Además, algunas fuentes mencionan a Prokop Mormilya, un talento nativo del pueblo de Yaduty, en el raión de Borzna  (óblast de Chernnígov), a quien visitó Yevhén Adamtsévich.[6][7]
3. Según reza un mito, la marcha había sido compuesta realmente por Ludwig van Beethoven a petición del atamán Kiril Razumovski, pero Víktor Hútsal opinó en contra de este mito.[8][9]

## Representaciones
Hasta 1984 fue permitida la interpretación de nuevo de la marcha, y se utilizó a finales de dicha década con fines políticos y en actos de lucha por independizarse de la URSS.
Los sonidos de la marcha son los usados para reunir a los diputados en la Rada Suprema. También ocupa un lugar primordial entre el repertorio de la Banda Militar de las Fuerzas Armadas de Ucrania. La marcha se reproduce durante la llegada y salida de trenes en la estación de trenes Zaporiyia I hacia Leópolis, así como antes y después de los partidos de fútbol del FK Karpaty Lviv.

## Estructura
El tema principal de la composición consiste en síncopas y melodías descendentes que los banduristas nacionales tocaban con los dedos deslizándose sobre las cuerdas, que fue utilizada por primera vez por el bandurista Hnat Jotkévich como acompañamiento instrumental para su composición de una canción popular sobre Baida ("Poema de Baida», 1912), que orquestó en 1930.

## Galería

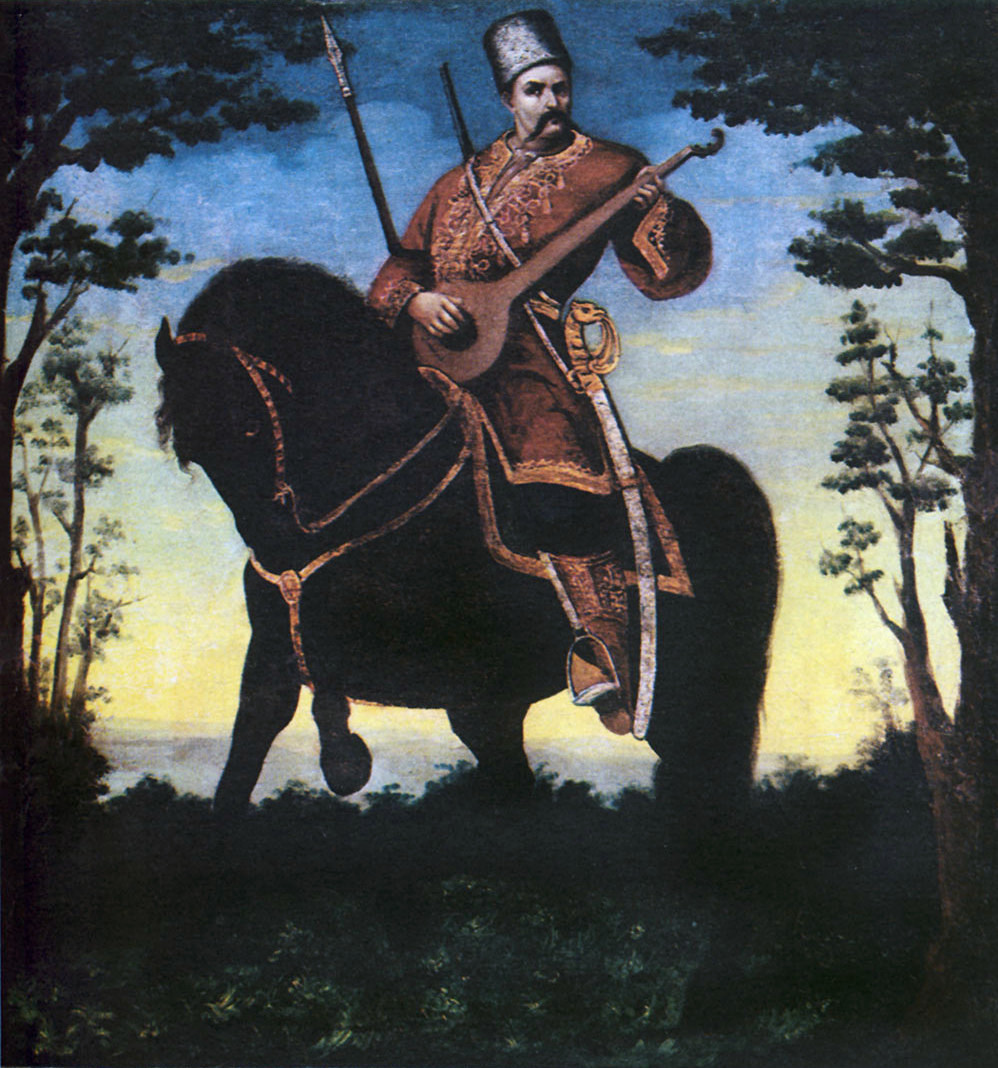
Bandurista cosaco en 1890
Kobzar